# Johanna Siméant
Johanna Siméant-Germanos (née en décembre 1969 à Nancy) est une politiste française.

## Biographie
Johanna Siméant-Germanos est diplômée de l’Institut d'études politiques d'Aix-en-Provence (1990), docteure en science politique de l'Institut d'études politiques de Paris (1995) et agrégée de science politique (1997).
Après avoir été en poste aux universités de Versailles Saint-Quentin, La Rochelle, Lille II et l'université Paris I Panthéon Sorbonne (CESSP), elle est actuellement professeure de science politique au département de sciences sociales de l’École normale supérieure et membre du Centre Maurice Halbwachs. Elle a été membre de la section 04 du Conseil national des universités (1999-2002), membre du jury d’agrégation de science politique (2002-2003 et 2022-2023), membre de la section 40 du Comité national du CNRS (2004-2008). Elle a été responsable du GDR CNRS « Crises extrêmes » (2003-2009) et membre (junior) de l’Institut universitaire de France de 2007 à 2012.
Membre du comité de rédaction de la revue Genèses, du Conseil scientifique de la Revue française de science politique, spécialisée en sociologie politique, ses principaux thèmes de recherche portent sur les mobilisations, l’engagement, l’action humanitaire, les études africaines et la sociologie politique de l’international.
En 2019, elle reçoit la médaille d'argent du CNRS.
En septembre 2020, elle prend la direction du département de sciences sociales de l’École normale supérieure.

## Publications
Différents articles dans les revues suivantes : Critique internationale, Le Mouvement social, Sociétés contemporaines, Cultures et Conflits, Raisons politiques, Genèses, Sociologie du travail, Revue française de science politique, Revue Internationale de Politique Comparée, Politique africaine, Politix, Review of International Political Economy, Mots, Sociologias, Journal of World Systems Research, Social Movement Studies, Humanity, Journal of Global Ethics, Mande Studies, Zilsel, International Political Sociology…
- (Avec Quentin Ravelli, Loïc Bonin, Pauline Liochon), dir, Les Gilets jaunes – Une révolte inclassable, Paris, Presses de l’ENS, 2024.
- (Avec Grégory Daho et Florent Pouponneau), dir., Entrer en guerre au Mali. Luttes politiques et bureaucratiques autour de l’intervention française, Paris, Presses de l’ENS, 2022.
- (dir., avec Brigitte Gaïti), La consistance des crises – Autour de Michel Dobry, Rennes, Presses universitaires de Rennes, 2018.
- (avec Christophe Traïni), Bodies in Protest. Hunger strikes and Angry music, Amsterdam, Amsterdam University Press, 2016.
- (dir.), Guide de l'enquête globale en sciences sociales, Paris, Presses du CNRS, 2015.
- (dir., avec Marie-Emmanuelle Pommerolle et Isabelle Sommier), Observing Protest from a Place. The World Social Forum in Dakar, Amsterdam, Amsterdam University Press, 2015.
- Contester au Mali. Formes de la mobilisation et de la critique à Bamako, Paris, Karthala, 2014.
- La grève de la faim, Paris, Presses de Sciences Po, 2009.
- (avec Marie-Emmanuelle Pommerolle), dir., Un autre monde à Nairobi, Le Forum Social 2007, Paris, Karthala, 2008.
- (avec Marc Le Pape et Claudine Vidal), dir. Crises extrêmes. Face aux massacres, guerres et génocides, Paris, La Découverte, 2006.
- (avec Pascal Dauvin), dir. ONG et humanitaire, Paris, L’Harmattan, 2004.
- (coécrit avec Pascal Dauvin) Le travail humanitaire. Les acteurs des ONG, du siège au terrain, Paris, Presses de Sciences Po, 2002.
- La cause des sans-papiers, Paris, Presses de Sciences Po, 1998.